# Criorhina ranunculi
Criorhina ranunculi es una especie de sírfido. Se distribuyen por Europa.